# Regulación de la inteligencia artificial

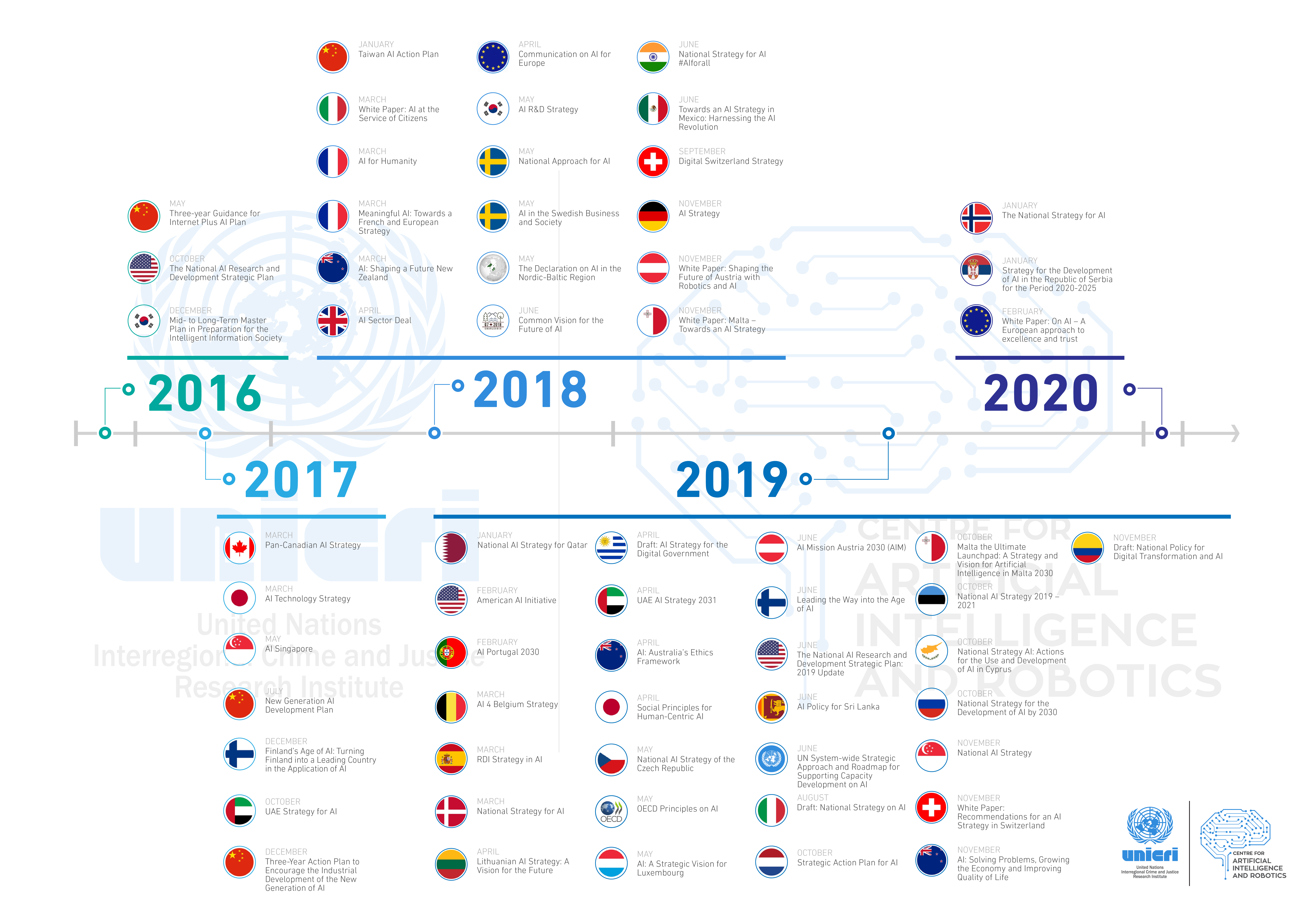
Cronología de estrategias, planes de acción y documentos de políticas que definen enfoques nacionales, regionales e internacionales para la IA.

La regulación de la inteligencia artificial es el desarrollo de políticas y leyes del sector público para promover y regular la inteligencia artificial (IA); está, por lo tanto, relacionada con la regulación más amplia de los algoritmos. El panorama regulatorio y de políticas para la IA es un tema emergente en jurisdicciones a nivel mundial, los más relevantes, en la Unión Europea y en los Estados Unidos, también en organismos internacionales como el IEEE, la OCDE y otros. Desde 2016, se han publicado una serie pautas de ética de IA para mantener el control social sobre la tecnología.
La regulación se considera necesaria tanto para fomentar la IA como para gestionar los riesgos asociados. Además de la regulación, las organizaciones que implementan IA deben desempeñar un papel central en la creación e implementación de IA confiable de acuerdo con los principios de IA confiable, y asumir la responsabilidad para mitigar los riesgos. La regulación de la IA a través de mecanismos como las juntas de revisión también puede verse como un medio social para abordar el problema del control de la IA.

## Trasfondo
En 2017, Elon Musk pidió la regulación del desarrollo de la IA. Según la National Public Radio, el CEO de Tesla "claramente no estaba emocionado" por abogar por el escrutinio del gobierno que podría afectar su propia industria, pero creía que los riesgos de pasar completamente sin supervisión eran demasiado altos: "Normalmente, la forma en que se establecen las regulaciones es cuando suceden un montón de cosas malas, hay una protesta pública y, después de muchos años, se establece una agencia reguladora para regular esa industria. Se tarda una eternidad. Eso, en el pasado, ha sido malo, pero no algo que represente un riesgo fundamental para la existencia de la civilización". En respuesta, algunos políticos expresaron su escepticismo sobre la sensatez de regular una tecnología que aún está en desarrollo. En respuesta tanto a Musk como a las propuestas de febrero de 2017 de los legisladores de la Unión Europea para regular la IA y la robótica, el CEO de Intel, Brian Krzanich, argumentó que la IA está en su infancia y que es demasiado pronto para regular la tecnología. En lugar de tratar de regular la tecnología en sí, algunos académicos sugirieron desarrollar normas comunes que incluyan requisitos para la prueba y la transparencia de los algoritmos, posiblemente en combinación con algún tipo de garantía.

## Perspectivas
La regulación de las inteligencias artificiales es el desarrollo de políticas y leyes del sector público para promover y regular la IA. La regulación se considera generalmente necesaria tanto para fomentar la IA como para gestionar los riesgos asociados. Las consideraciones de la política y la administración pública generalmente se centran en las implicaciones técnicas y económicas y en los sistemas de IA confiables y centrados en el ser humano, aunque también se considera la regulación de las superinteligencias artificiales. El enfoque básico de la regulación se centra en los riesgos y sesgos de la tecnología subyacente de la IA, es decir, los algoritmos de aprendizaje automático, a nivel de los datos de entrada, las pruebas de algoritmos y el modelo de decisión, así como si las explicaciones de los sesgos en el código pueden ser comprensible para los posibles destinatarios de la tecnología y técnicamente factible de transmitir para los productores.
Ha habido propuestas tanto de leyes duras como de leyes blandas para regular la IA. Algunos académicos del derecho han señalado que los enfoques de leyes duras para la regulación de la IA tienen desafíos sustanciales. Entre los desafíos se cita que la tecnología de IA está evolucionando rápidamente, lo que lleva a un "problema de ritmo" en el que las leyes y regulaciones tradicionales a menudo no pueden mantenerse al día con las aplicaciones emergentes y sus riesgos y beneficios asociados. Algunos académicos del derecho han señalado que los enfoques de leyes duras para la regulación de la IA tienen desafíos sustanciales. De manera similar, la diversidad de aplicaciones de IA desafía a las agencias reguladoras existentes, que a menudo tienen un alcance jurisdiccional limitado. Como alternativa, algunos académicos del derecho argumentan que los enfoques de leyes blandas para la regulación de la IA son prometedores porque estas leyes se pueden adaptar de manera más flexible para satisfacer las necesidades de la tecnología de IA emergente y en evolución, y las aplicaciones incipientes. Sin embargo, los enfoques de derecho indicativo a menudo carecen de un potencial de aplicación sustancial.
Cason Schmit, Megan Doerr y Jennifer Wagner propusieron la creación de un regulador cuasi-gubernamental aprovechando los derechos de propiedad intelectual (es decir, licencias de copyleft) en ciertos objetos de IA (es decir, modelos de IA y conjuntos de datos de entrenamiento) y delegando los derechos de cumplimiento a una entidad encargada de ello. Argumentan que la IA se puede licenciar bajo términos que requieren el cumplimiento de prácticas éticas y códigos de conducta específicos (por ejemplo, principios de derecho indicativo).
La regulación de la IA podría derivar de principios básicos. Una metarevisión del Berkman Klein Center for Internet & Society de 2020 de los conjuntos de principios existentes, como los Principios de Asilomar y los Principios de Beijing, identificó ocho de estos principios básicos: privacidad, responsabilidad, seguridad, transparencia y explicabilidad, equidad y no discriminación, control humano de la tecnología, responsabilidad profesional y respeto por los valores humanos. Las leyes y reglamentos de IA se han dividido en tres temas principales, a saber, la gobernanza de los sistemas de inteligencia autónomos, la responsabilidad y la rendición de cuentas de los sistemas, y cuestiones de privacidad y seguridad. Un enfoque de administración pública ve una relación entre la ley y la regulación de la IA, la ética de la IA y la 'sociedad de la IA', definida como la sustitución y transformación de la fuerza laboral, la aceptación social y la confianza en la IA, y la transformación de la interacción entre humanos y máquinas. Se considera necesario el desarrollo de estrategias del sector público para la gestión y regulación de la IA a nivel local, nacional e internacional y en una variedad de campos, desde la gestión del servicio público y la rendición de cuentas hasta aplicación de la ley, atención médica (especialmente el concepto de Garantía Humana), el sector financiero, robótica, vehículos autónomos, las fuerzas armadas y la seguridad nacional, y el derecho internacional.
Henry Kissinger, Eric Schmidt y Daniel Huttenlocher publicaron una declaración conjunta en noviembre de 2021 titulada "Ser humano en la era de la IA", en la que pedían una comisión gubernamental para regular la IA.

### Como respuesta al problema de control de la IA
La regulación de la IA puede verse como un medio social positivo para gestionar el problema del control de la IA, es decir, la necesidad de asegurar una IA beneficiosa a largo plazo, mientras que otras respuestas sociales, como no hacer nada o prohibir, se consideran poco prácticas, y enfoques como mejorar la seguridad humana. Las capacidades a través de técnicas de transhumanismo como las interfaces cerebro-computadora se consideran potencialmente complementarias. La regulación de la investigación en inteligencia artificial general (AGI) se centra en el papel de los comités de revisión, desde universidades o corporaciones hasta niveles internacionales, y en fomentar la investigación en IA segura, junto con la posibilidad de un progreso intelectual diferencial (priorizando la reducción de riesgos estrategias sobre estrategias de asunción de riesgos en el desarrollo de IA) o llevar a cabo una vigilancia masiva internacional para llevar a cabo el control de armas AGI. Por ejemplo, la 'AGI Nanny' es una estrategia propuesta, potencialmente bajo el control de la humanidad, para prevenir la creación de una superinteligencia peligrosa, así como para abordar otras amenazas importantes para el bienestar humano, como la subversión del sistema financiero global., hasta que se pueda crear con seguridad una verdadera superinteligencia. Implica la creación de un sistema AGI más inteligente que el humano, pero no superinteligente, conectado a una gran red de vigilancia, con el objetivo de monitorear a la humanidad y protegerla del peligro". La regulación de AGI conscientes y éticamente conscientes se enfoca en integrarlos con la sociedad humana existente y puede dividirse en consideraciones de su estatus legal y de sus derechos morales. La regulación de la IA se ha visto como restrictiva, con el riesgo de prevenir el desarrollo de AGI.

## Orientación mundial
El desarrollo de una junta de gobierno global para regular el desarrollo de la IA se sugirió al menos ya en 2017. En diciembre de 2018, Canadá y Francia anunciaron planes para un Panel Internacional sobre Inteligencia Artificial respaldado por el G7, inspirado en el Panel Internacional sobre Cambio Climático, para estudiar los efectos globales de la IA en las personas y las economías y para dirigir el desarrollo de la IA. En 2019, el Panel pasó a llamarse Global Partnership on AI.
La Alianza Global sobre Inteligencia Artificial se lanzó en junio de 2020, indicando la necesidad de que la IA se desarrolle de acuerdo con los derechos humanos y los valores democráticos, para garantizar la confianza del público en la tecnología, como se describe en los Principios de la OCDE sobre Inteligencia Artificial (2019). Los miembros fundadores de la Asociación Global sobre Inteligencia Artificial son Australia, Canadá, la Unión Europea, Francia, Alemania, India, Italia, Japón, Rep. Corea, México, Nueva Zelanda, Singapur, Eslovenia, Estados Unidos y Reino Unido. La Secretaría de la GPAI está alojada en la OCDE en París, Francia. El mandato de GPAI cubre cuatro temas, dos de los cuales cuentan con el apoyo del Centro Internacional de Expertos en Montreal para el Avance de la Inteligencia Artificial, a saber, IA responsable y gobernanza de datos. Un centro de excelencia correspondiente en París, aún por identificar, apoyará los otros dos temas sobre el futuro del trabajo y la innovación y la comercialización. GPAI también investigará cómo se puede aprovechar la IA para responder a la pandemia de Covid-19.
Las Recomendaciones de la OCDE sobre IA se adoptaron en mayo de 2019 y los Principios de IA del G20 en junio de 2019. En septiembre de 2019, el Foro Económico Mundial emitió diez 'Directrices de contratación pública de AI'. En febrero de 2020, la Unión Europea publicó su borrador de documento de estrategia para promover y regular la IA.
En las Naciones Unidas (ONU), varias entidades han comenzado a promover y discutir aspectos de la regulación y política de IA, incluido el Centro UNICRI para IA y Robótica. En asociación con Interpol, el Centro de UNICRI publicó el informe AI and Robotics for Law Enforcement en abril de 2019 y el informe de seguimiento Towards Responsible AI Innovation en mayo de 2020. En la 40.ª sesión científica de la UNESCO en noviembre de 2019, la organización inició un proceso de dos años para lograr un "instrumento de establecimiento de estándares globales sobre la ética de la inteligencia artificial". En la búsqueda de este objetivo, se llevaron a cabo foros y conferencias sobre IA para recopilar las opiniones de las partes interesadas. En septiembre de 2020 se emitió un proyecto de texto de una Recomendación sobre la ética de la IA del Grupo de Expertos Ad Hoc de la UNESCO que incluía un llamado a llenar los vacíos legislativos. La UNESCO presentó el instrumento internacional sobre la ética de la IA para su adopción en su Conferencia General en noviembre de 2021; esto fue adoptado posteriormente. Si bien la ONU está progresando en la gestión global de la IA, su capacidad institucional y legal para gestionar el riesgo existencial de la AGI es más limitada.
Una iniciativa de la Unión Internacional de Telecomunicaciones (UIT) en asociación con 40 agencias hermanas de la ONU, AI for Good es una plataforma global que tiene como objetivo identificar aplicaciones prácticas de IA para avanzar en los Objetivos de Desarrollo Sostenible de las Naciones Unidas y escalar esas soluciones para el impacto global. Es una plataforma de las Naciones Unidas global e inclusiva orientada a la acción que fomenta el desarrollo de la IA para impactar positivamente en la salud, el clima, el género, la prosperidad inclusiva, la infraestructura sostenible y otras prioridades de desarrollo global.
Investigaciones recientes han indicado que los países también comenzarán a utilizar la inteligencia artificial como herramienta para la ciberdefensa nacional. La IA es un factor nuevo en la industria de las armas cibernéticas, ya que puede utilizarse con fines de defensa. Por lo tanto, los académicos instan a que las naciones establezcan regulaciones para el uso de la IA, de manera similar a como existen regulaciones para otras industrias militares.

## Regulación regional y nacional
El panorama regulatorio y de políticas para la IA es emergente en las jurisdicciones regionales y nacionales y a nivel supranacional, como por ejemplo, en la Unión Europea.Desde principios de 2016, muchas autoridades nacionales, regionales e internacionales han comenzado a adoptar estrategias, planes de acción y documentos de política sobre IA. Estos documentos cubren una amplia gama de temas, como la regulación y la gobernanza, así como la estrategia industrial, la investigación, el talento y la infraestructura.

### Canadá
La Estrategia pancanadiense de inteligencia artificial (2017) está respaldada por fondos federales de 125 millones de dólares canadienses con el objetivo de aumentar el número de investigadores destacados de IA y graduados calificados en Canadá, estableciendo nodos de excelencia científica en tres centros de IA, desarrollando ' liderazgo de pensamiento global' sobre las implicaciones económicas, éticas, políticas y legales de los avances de la IA y el apoyo a una comunidad de investigación nacional que trabaja en la IA. El Programa de Cátedras CIFAR AI de Canadá es la piedra angular de la estrategia. Se beneficia de una financiación de 86,5 millones de dólares canadienses durante cinco años para atraer y retener a investigadores de IA de renombre mundial. El gobierno federal nombró un Consejo Asesor sobre IA en mayo de 2019 con el objetivo de examinar cómo aprovechar las fortalezas de Canadá para garantizar que los avances en IA reflejen los valores canadienses, como los derechos humanos, la transparencia y la apertura. El Consejo Asesor sobre IA ha establecido un grupo de trabajo sobre la extracción de valor comercial de la IA y el análisis de datos de propiedad canadiense. En 2020, el gobierno federal y el gobierno de Quebec anunciaron la apertura del Centro Internacional de Experiencia en Montreal para el Avance de la Inteligencia Artificial, que promoverá la causa del desarrollo responsable de la IA. En 2022, el gobierno federal canadiense presentó un proyecto de ley para la Ley de datos e inteligencia artificial. En noviembre de 2022, Canadá presentó la Ley de Implementación de la Carta Digital (Proyecto de Ley C-27), que propone tres leyes que se han descrito como un paquete holístico de legislación para la confianza y la privacidad: la Ley de Protección de la Privacidad del Consumidor, la Ley de Protección de Datos e Información Personal. Ley del Tribunal y la Ley de Inteligencia Artificial y Datos (AIDA).

### China
La regulación de la IA en China se rige principalmente por el "Plan de desarrollo de inteligencia artificial de próxima generación" del Consejo de Estado de la República Popular China del 8 de julio de 2017 (Documento del Consejo de Estado No. 35), en el que el Comité Central de la El Partido Comunista Chino y el Consejo de Estado de la República Popular China instaron a los órganos de gobierno de China a promover el desarrollo de la IA hasta 2030. La regulación de las cuestiones de apoyo ético y legal para el desarrollo de la IA se está acelerando, y la política garantiza el control estatal de las empresas chinas y de los datos valiosos, incluido el almacenamiento de datos sobre los usuarios chinos dentro del país y el uso obligatorio de los datos nacionales de la República Popular China. estándares para la IA, incluidos los grandes datos, la computación en la nube y el software industrial. En 2021, China publicó pautas éticas para el uso de IA en China que establecen que los investigadores deben asegurarse de que la IA cumpla con los valores humanos compartidos, siempre esté bajo control humano y no ponga en peligro la seguridad pública.

### Consejo de Europa
El Consejo de Europa (CoE) es una organización internacional que promueve la democracia de los derechos humanos y el estado de derecho y está compuesto por 47 Estados miembros, incluidos los 29 signatarios de la Declaración de cooperación en inteligencia artificial de 2018 de la Unión Europea. El CoE ha creado un espacio legal común en el que los miembros tienen la obligación legal de garantizar los derechos establecidos en el Convenio Europeo de Derechos Humanos. Específicamente en relación con la IA, "el objetivo del Consejo de Europa es identificar áreas de intersección entre la IA y nuestros estándares sobre derechos humanos, democracia y estado de derecho, y desarrollar soluciones relevantes para el establecimiento de estándares o el desarrollo de capacidades". La gran cantidad de documentos relevantes identificados por el CoE incluyen directrices, estatutos, documentos, informes y estrategias. Los organismos autores de estos documentos de regulación de IA no se limitan a un sector de la sociedad e incluyen organizaciones, empresas, organismos y estados-nación.

### Unión Europea
La mayoría de los Estados de la Unión Europea tienen sus propias estrategias nacionales para regular la IA, pero estas son en gran medida convergentes. La Unión Europea se guía por una Estrategia Europea sobre Inteligencia Artificial, apoyada por un Grupo de Expertos de Alto Nivel sobre Inteligencia Artificial. En abril de 2019, la Comisión Europea publicó sus Directrices éticas para la inteligencia artificial (IA) confiable, seguidas de su Política y recomendaciones de inversión para la inteligencia artificial confiable en junio de 2019. El Grupo de expertos de alto nivel sobre inteligencia artificial de la Comisión lleva a cabo trabajos sobre IA confiable, y la Comisión ha publicado informes sobre los aspectos de seguridad y responsabilidad de la IA y sobre la ética de los vehículos automatizados. En 2020, la Comisión buscó opiniones sobre una propuesta de legislación específica de IA, y ese proceso está en curso.
El 2 de febrero de 2020, la Comisión Europea publicó su Libro Blanco sobre Inteligencia Artificial - Un enfoque europeo hacia la excelencia y la confianza. El Libro Blanco consta de dos bloques de construcción principales, un 'ecosistema de excelencia' y un 'ecosistema de confianza'. Este último describe el enfoque de la UE para un marco regulatorio para la IA. En su enfoque propuesto, la Comisión diferencia entre aplicaciones de IA de "alto riesgo" y "no alto riesgo". Solo el primero debería estar en el ámbito de un futuro marco regulatorio de la UE. En principio, si este sería el caso podría determinarse mediante dos criterios acumulativos, relativos a los sectores críticos y el uso crítico. Se consideran los siguientes requisitos clave para aplicaciones de IA de alto riesgo: requisitos para datos de entrenamiento; datos y mantenimiento de registros; deberes informativos; requisitos de robustez y precisión; supervisión humana; y requisitos específicos para aplicaciones específicas de IA, como las que se utilizan con fines de identificación biométrica remota. Las aplicaciones de IA que no califiquen como de "alto riesgo" podrían regirse por un esquema de etiquetado voluntario. En lo que respecta al cumplimiento y la aplicación, la Comisión considera evaluaciones de conformidad previas que podrían incluir "procedimientos de prueba, inspección o certificación" y/o "comprobaciones de los algoritmos y de los conjuntos de datos utilizados en la fase de desarrollo". Una estructura de gobernanza europea sobre IA en forma de un marco para la cooperación de las autoridades nacionales competentes podría facilitar la implementación del marco regulatorio. Un borrador de enero de 2021 se filtró en línea el 14 de abril de 2021, antes de que la Comisión finalmente presentara su "Propuesta de Reglamento oficial por el que se establecen normas armonizadas sobre inteligencia artificial (Ley de Inteligencia Artificial)" una semana después. Poco después, se propuso formalmente la Ley de Inteligencia Artificial. Esto incluye un ajuste fino del enfoque basado en el riesgo de 2020. La propuesta ha sido severamente criticada en el debate público. Los académicos están preocupados por los diversos elementos poco claros de la propuesta, como la definición amplia de lo que constituye la IA, y temen implicaciones legales no deseadas, especialmente para grupos vulnerables como pacientes y migrantes.
Los observadores han expresado su preocupación por la multiplicación de propuestas legislativas bajo la Comisión Von der Leyen. La velocidad de las iniciativas legislativas está parcialmente impulsada por las ambiciones políticas de la UE y podría poner en riesgo los derechos digitales de los ciudadanos europeos, incluidos los derechos a la privacidad, especialmente frente a garantías inciertas de protección de datos a través de la ciberseguridad. Entre los principios rectores declarados en la variedad de propuestas legislativas en el área de IA bajo la Comisión von der Leyen se encuentran los objetivos de autonomía estratégica y el concepto de soberanía digital.

### Alemania
En noviembre de 2020, DIN, DKE y el Ministerio Federal de Asuntos Económicos y Energía de Alemania publicaron la primera edición de la "Hoja de ruta de normalización alemana para la inteligencia artificial" (NRM KI) y la presentaron al público en la Cumbre Digital de la Gobierno Federal de Alemania. NRM KI describe los requisitos para futuras regulaciones y estándares en el contexto de la IA. La implementación de las recomendaciones para la acción tiene como objetivo ayudar a fortalecer la economía y la ciencia alemanas en la competencia internacional en el campo de la inteligencia artificial y crear condiciones favorables a la innovación para esta tecnología emergente. La primera edición es un documento de 200 páginas escrito por 300 expertos. La segunda edición del NRM KI se publicó coincidiendo con la Cumbre Digital del gobierno alemán el 9 de diciembre de 2022. DIN coordinó a más de 570 expertos participantes de una amplia gama de campos de la ciencia, la industria, la sociedad civil y el sector público. La segunda edición es un documento de 450 páginas.
Por un lado, NRM AI cubre los temas de enfoque en términos de aplicaciones (por ejemplo, medicina, movilidad, energía y medio ambiente, servicios financieros, automatización industrial) y cuestiones fundamentales (por ejemplo, clasificación de IA, seguridad, certificabilidad, sistemas sociotécnicos, ética). Por otro lado, proporciona una visión general de los términos centrales en el campo de la IA y su entorno a través de una amplia gama de grupos de interés y fuentes de información. En total, el documento cubre 116 necesidades de estandarización y proporciona seis recomendaciones centrales para la acción.

### Reino Unido
El Reino Unido apoyó la aplicación y el desarrollo de la IA en los negocios a través de la Estrategia de Economía Digital 2015-2018, presentada a principios de 2015 por Innovate UK como parte de la Estrategia Digital del Reino Unido. En el sector público, el Departamento de Digital, Cultura, Medios y Deportes ha brindado orientación sobre ética de datos y el Instituto Alan Turing sobre diseño e implementación responsables de sistemas de IA. En términos de seguridad cibernética, en 2020 el Centro Nacional de Seguridad Cibernética ha emitido una guía sobre 'Herramientas de seguridad inteligentes'. Al año siguiente, el Reino Unido publicó su Estrategia Nacional de IA de 10 años, que describe acciones para evaluar los riesgos de IA a largo plazo, incluidos los riesgos catastróficos relacionados con AGI.

### Estados Unidos
Las discusiones sobre la regulación de la IA en los Estados Unidos han incluido temas como la oportunidad de regular la IA, la naturaleza del marco regulatorio federal para gobernar y promover la IA, incluyendo qué agencia debe liderar, los poderes regulatorios y de gobierno de esa agencia, y cómo para actualizar las regulaciones frente a la tecnología que cambia rápidamente, así como las funciones de los gobiernos estatales y los tribunales.
Ya en 2016, la administración Obama había comenzado a centrarse en los riesgos y las regulaciones de la inteligencia artificial. En un informe titulado Preparing For the Future of Artificial Intelligence , el Consejo Nacional de Ciencia y Tecnología sentó un precedente para permitir que los investigadores continúen desarrollando nuevas tecnologías de IA con pocas restricciones. Se afirma en el informe que "el enfoque de la regulación de los productos habilitados para IA para proteger la seguridad pública debe basarse en la evaluación de los aspectos del riesgo....". Estos riesgos serían la razón principal para crear cualquier forma de regulación, dado que cualquier regulación existente no se aplicaría a la tecnología de IA.
El primer informe principal fue el Plan Estratégico Nacional de Investigación y Desarrollo de Inteligencia Artificial. Archivado el 2 de mayo de 2021 en Wayback Machine. El 13 de agosto de 2018, la Sección 1051 de la Ley de Autorización de la Defensa Nacional John S. McCain del año fiscal 2019 (PL 115-232) estableció la Comisión de Seguridad Nacional sobre Inteligencia Artificial "para considerar los métodos y medios necesarios para avanzar en el desarrollo de la inteligencia artificial, aprendizaje automático y tecnologías asociadas para abordar de manera integral las necesidades de defensa y seguridad nacional de los Estados Unidos". La Dirección para regular la IA relacionada con la seguridad está a cargo de la Comisión Nacional de Seguridad sobre Inteligencia Artificial. La Ley de Iniciativa de Inteligencia Artificial (S.1558) es un proyecto de ley propuesto que establecería una iniciativa federal diseñada para acelerar la investigación y el desarrollo de IA para, entre otras cosas, la seguridad económica y nacional de los Estados Unidos.
El 7 de enero de 2019, luego de una Orden Ejecutiva sobre el Mantenimiento del Liderazgo Estadounidense en Inteligencia Artificial, la Oficina de Política Científica y Tecnológica de la Casa Blanca publicó un borrador de Orientación para la Regulación de Aplicaciones de Inteligencia Artificial, que incluye diez principios para las agencias de los Estados Unidos al momento de decidir si cómo regular la IA. En respuesta, el Instituto Nacional de Estándares y Tecnología ha publicado un documento de posición, y la Junta de Innovación de Defensa ha emitido recomendaciones sobre el uso ético de la IA. Un año después, la administración solicitó comentarios sobre la regulación en otro borrador de su Guía para la regulación de aplicaciones de inteligencia artificial.
Otras agencias específicas que trabajan en la regulación de la IA incluyen la Administración de Alimentos y Medicamentos, que ha creado vías para regular la incorporación de la IA en imágenes médicas.
En marzo de 2021, la Comisión de Seguridad Nacional sobre Inteligencia Artificial publicó su informe final. En el informe, afirmaron que "los avances en IA, incluido el dominio de capacidades de IA más generales en una o más dimensiones, probablemente proporcionarán nuevas capacidades y aplicaciones. Algunos de estos avances podrían conducir a puntos de inflexión o saltos en las capacidades. Dichos avances también pueden presentar nuevas preocupaciones y riesgos y la necesidad de nuevas políticas, recomendaciones y avances técnicos para garantizar que los sistemas estén alineados con los objetivos y valores, incluida la seguridad, la solidez y la confiabilidad. Estados Unidos debe monitorear los avances en IA y hacer las inversiones necesarias en tecnología y prestar atención a las políticas para garantizar que los sistemas de IA y sus usos se alineen con nuestros objetivos y valores".
En junio de 2022, los senadores Rob Portman y Gary Peters introdujeron la Ley de Mitigación de Riesgos Catastróficos Globales. El proyecto de ley bipartidista "también ayudaría a contrarrestar el riesgo de que la inteligencia artificial... sea abusada de formas que puedan representar un riesgo catastrófico". El 4 de octubre de 2022, el presidente Joe Biden presentó una nueva Declaración de derechos de la IA, que describe cinco protecciones que los estadounidenses deberían tener en la era de la IA: 1. Sistemas Seguros y Efectivos, 2. Protección contra la discriminación algorítmica, 3. Privacidad de datos, 4. Aviso y Explicación, y 5. Alternativas humanas, consideración y respaldo. El proyecto de ley fue presentado en octubre de 2021 por la Oficina de Política Científica y Tecnológica (OSTP), un departamento del gobierno de EE. UU. que asesora al presidente sobre ciencia y tecnología.
En enero de 2023, el Concejo de la Ciudad de Nueva York promulgó la Ley de Auditoría Sesgada de la Ciudad de Nueva York (Ley Local 144) en noviembre de 2021. Originalmente debía entrar en vigencia el 1 de enero de 2023, la fecha de aplicación de la Ley Local 144 ahora se retrasó hasta el 15 de abril de 2023 debido al alto volumen de comentarios recibidos durante la audiencia pública sobre el Departamento de Protección al Consumidor y al Trabajador (DCWP) normas propuestas para aclarar los requisitos de la legislación. A partir del 15 de abril de 2023, las empresas tienen prohibido utilizar herramientas automatizadas para contratar candidatos o promover empleados, a menos que las herramientas hayan sido auditadas de forma independiente para detectar sesgos. Es probable que estas regulaciones afecten a cientos de organizaciones dentro de la ciudad y pueden incluir la suya.

### Brasil
El 30 de septiembre de 2021, la Cámara de Diputados de Brasil aprobó el Marco Legal Brasileño para la Inteligencia Artificial, Marco Legal da Inteligência Artificial, en esfuerzos regulatorios para el desarrollo y uso de tecnologías de IA y para estimular aún más la investigación y la innovación en soluciones de IA dirigidas a la ética., cultura, justicia, equidad y rendición de cuentas. Este proyecto de ley de 10 artículos describe objetivos que incluyen misiones para contribuir a la elaboración de principios éticos, promover inversiones sostenidas en investigación y eliminar barreras a la innovación. Específicamente, en el artículo 4, el proyecto de ley enfatiza la evitación de soluciones de IA discriminatorias, la pluralidad y el respeto a los derechos humanos. Además, esta ley enfatiza la importancia del principio de igualdad en los algoritmos deliberados de toma de decisiones, especialmente para sociedades altamente diversas y multiétnicas como la de Brasil.
Cuando el proyecto de ley se hizo público por primera vez, enfrentó críticas sustanciales, lo que alarmó al gobierno por las disposiciones críticas. El problema subyacente es que este proyecto de ley no aborda de manera exhaustiva y cuidadosa los principios de responsabilidad, transparencia e inclusión. El artículo VI establece la responsabilidad subjetiva, lo que significa que cualquier persona que resulte dañada por un sistema de IA y desee recibir una compensación debe especificar la parte interesada y demostrar que hubo un error en el ciclo de vida de la máquina. Los académicos enfatizan que está fuera del orden legal asignar a un individuo responsable de probar errores algorítmicos dado el alto grado de autonomía, imprevisibilidad y complejidad de los sistemas de IA. Esto también llamó la atención sobre los problemas que ocurren actualmente con los sistemas de reconocimiento facial en Brasil que conducen a arrestos injustos por parte de la policía, lo que implicaría que cuando se apruebe este proyecto de ley, las personas tendrían que probar y justificar estos errores de la máquina.
La principal controversia de este proyecto de ley estuvo dirigida a tres principios propuestos. Primero, el principio de no discriminación sugiere que la IA debe desarrollarse y usarse de una manera que simplemente mitigue la posibilidad de prácticas abusivas y discriminatorias. En segundo lugar, la búsqueda del principio de neutralidad enumera recomendaciones para que las partes interesadas mitiguen los sesgos; sin embargo, sin obligación de lograr este objetivo. Por último, el principio de transparencia establece que la transparencia de un sistema sólo es necesaria cuando existe un alto riesgo de vulneración de derechos fundamentales. Como se observa fácilmente, el Marco Legal Brasileño para la Inteligencia Artificial carece de cláusulas vinculantes y obligatorias y está más bien lleno de pautas relajadas. De hecho, los expertos enfatizan que este proyecto de ley puede incluso hacer que la rendición de cuentas por los sesgos discriminatorios de AI sea aún más difícil de lograr. En comparación con la propuesta de la UE de regulaciones extensivas basadas en el riesgo, el proyecto de ley brasileño tiene 10 artículos que proponen recomendaciones vagas y genéricas.
En comparación con el enfoque de participación de múltiples partes interesadas adoptado anteriormente en la década de 2000 cuando se redactó la Declaración de Derechos de Internet de Brasil, Marco Civil da Internet, se evalúa que la Ley de Brasil carece significativamente de perspectiva. El multistakeholderismo, más comúnmente conocido como Gobernanza de múltiples partes interesadas, se define como la práctica de reunir a múltiples partes interesadas para que participen en el diálogo, la toma de decisiones y la implementación de respuestas a problemas percibidos conjuntamente. En el contexto de la IA regulatoria, esta perspectiva de múltiples partes interesadas captura las ventajas y desventajas y las diferentes perspectivas de diferentes partes interesadas con intereses específicos, lo que ayuda a mantener la transparencia y una eficacia más amplia. Por el contrario, la propuesta legislativa para la regulación de la IA no siguió un enfoque similar de múltiples partes interesadas.
Los pasos futuros pueden incluir ampliar la perspectiva de múltiples partes interesadas. Ha habido una creciente preocupación por la inaplicabilidad del marco del proyecto de ley, que destaca que la solución única puede no ser adecuada para la regulación de la IA y exige disposiciones subjetivas y adaptativas.

### Costa Rica
El congreso discute el expediente legislativo 23771, ley de regulación de la inteligencia artificial, presentado por la Diputada Vanessa Castro Mora y otros Diputados. Este proyecto de ley tiene por objeto regular el desarrollo, implementación y uso de la inteligencia artificial en Costa Rica, en concordancia con los principios y derechos establecidos en la Constitución Política de 1949 y los tratados internacionales de los que Costa Rica sea parte. La presente ley se centra en la protección y promoción de la dignidad, los derechos humanos y el bienestar de la persona humana. La propuesta de ley fue desarrollada con la asistencia del ChatGPT-4

### Perú
En 2025, el Congreso creó el proyecto de ley 07033/2023-CR, que restringe el uso de la inteligencia artificial en doce circunstancias sensibles, como la discriminación, la violencia, la manipulación electoral y la creación de bases de datos faciales.

## Regulación de armas totalmente autónomas
Las cuestiones jurídicas relacionadas con los sistemas letales de armas autónomas (LAWS), en particular el cumplimiento de las leyes de los conflictos armados, se debaten en las Naciones Unidas desde 2013, en el contexto de la Convención sobre Ciertas Armas Convencionales. En particular, se llevaron a cabo reuniones informales de expertos en 2014, 2015 y 2016 y se nombró un Grupo de Expertos Gubernamentales (GGE) para deliberar más sobre el tema en 2016. En 2018 se adoptó un conjunto de principios rectores sobre LAWS afirmados por el GGE sobre LAWS
En 2016, China publicó un documento de posición cuestionando la idoneidad del derecho internacional existente para abordar la eventualidad de armas completamente autónomas, convirtiéndose en el primer miembro permanente del Consejo de Seguridad de la ONU en abordar el tema, y dando lugar a propuestas de regulación global. La posibilidad de una moratoria o prohibición preventiva del desarrollo y uso de LAWS también ha sido planteada en varias ocasiones por otras delegaciones nacionales en la Convención sobre Ciertas Armas Convencionales y la Campaña para Detener a los Robots Asesinos, una coalición de no -organizaciones gubernamentales. El gobierno de los EE. UU. sostiene que el derecho internacional humanitario actual es capaz de regular el desarrollo o uso de las LAWS, y el ejército de los EE. UU. no tiene LAWS en su inventario.

## Regulación de la IA en textos científicos
La Inteligencia artificial (IA) reta la forma tradicional de hacer y publicar ciencia, "ya que aporta herramientas que complementan, reaprenden y simplifican procesos complejos propios de la investigación realizada por seres humanos". La transparencia al reportar el uso de IA en la comunicación científica es relevante y debe garantizar la congruencia entre la rigurosidad de la comunicación científica y su ecosistema de gestión editorial (en el que participan personas editoras, revisoras y autoras). El fin último del uso de IA debe ser el bien común y la mejora de la calidad de vida de las personas Mitigar sesgos y desinformación debe ser un objetivo de cualquier investigador o investigadora que apoye sus procesos con modelos de inteligencia artificial.¿Cómo reportar su uso de forma transparente?
Los autores deben dejar una ruta clara de por qué y cómo han utilizado Inteligencia Artificial en sus textos científicos, para ello pueden recurrir a diferentes estrategias como reportar, en el artículo científico, el modelo de lenguaje, fecha de uso y contenido de la consulta realizada; también pueden reportar los prompts utilizados y mostrar de forma explícita la cadena de relaciones entre los prompts utilizados. Condensar esta información en un prompt net o diagrama de red de prompts permite a quienes lean el artículo entender mejor el uso de la IA en el proceso de investigación.
Dentro del ecosistema de publicación científica, además de los autores, los editores y árbitros deben transparentar el uso de IA de tal forma que se entienda cómo esta ha apoyado los procesos de edición y de evaluación de contenidos.
Permanecen los debates sobre el uso de material que respete autorías y propiedad intelectual por parte de estos modelos para que no se propaguen usos ilegítimos de la producción de terceros.
En 2024, se publica la Declaración de Heredia: Principios sobre el uso de inteligencia artificial en la edición científica en la que un grupo de editoras y editores proponen líneas generales de abordaje para el uso de Inteligencia Artificial desde la perspectiva de edición. "Se reconoce a la IA como una herramienta cuyo uso se debe evidenciar y transparentar para un ejercicio claro, trazable y reproducible del conocimiento."